# Pośrednie Durne Wrótka
Pośrednie Durne Wrótka (słow. Prostredné pyšné vrátka) – płytka przełęcz w Durnej Grani w słowackiej części Tatr Wysokich. Oddziela od siebie dwa Durne Kopiniaki, którymi są Zadni Durny Kopiniak na północy oraz Pośredni Durny Kopiniak na południu. Siodło jest położone tuż pod blokiem szczytowym Zadniego Durnego Kopiniaka.
Przełęcz jest wyłączona z ruchu turystycznego. Zachodnie stoki Pośrednich Durnych Wrótek opadają do Spiskiego Kotła, natomiast wschodnie do Klimkowego Żlebu – dwóch odgałęzień Doliny Małej Zimnej Wody i jej górnego piętra, Doliny Pięciu Stawów Spiskich. Drogi dla taterników prowadzą na siodło bardzo stromymi depresją z Klimkowego Żlebu oraz rynną ze Spiskiego Kotła.
Pierwsze wejścia na Pośrednie Durne Wrótka miały miejsce przy okazji pierwszych przejść Durnej Grani.